# All About That Bass
All About That Bass er debutsingle fra den amerikanske musiker Meghan Trainor. Det blev udgivet af Epic Records i juni 2014 og blev skrevet af Meghan Trainor og Kevin Kadish. "All About At Bass" blev beskrevet som en hybrid af bubblegum pop, 1950'ernes retro R&B og hip hop. Lyrisk har sporet et positivt budskab om kropsaccept, hvor mindre vægtige kropstyper f.eks. beskrives med humoristiske udtryk som "skinny bitches" og "stick figure silicone Barbie doll".
Sangen blev positivt modtaget af kritikere, der roste det iørefaldende beat, lyrikken og budskabet. Sangen er blevet en kommerciel succes, toppede som nummer et på Billboard Hot 100 og bliver hendes første hitsingle på hitlisten. Internationalt har det toppet hitlisterne i Australien, Østrig, Bulgarien, Canada, Kroatien, Danmark, Tyskland, Ungarn, Island, Luxembourg, Mexico, New Zealand, Irland, Polen, Schweiz og Storbritannien, og toppede i top ti på hitlisterne i andre lande.

## Skrivning og sammensætning
Ifølge Trainor relaterer titlen på sangen til tanken om, at bassen er støtte i bunden af en sang til en persons balder: "Du ved, hvordan bas i en sang er ligesom sin "tykkelse" i "bunden"? Jeg relaterede en krop til det. Min producent (Kadish) havde titlen og sagde, at ingen af hans tidligere forfattere kunne finde ud af, hvordan de skal forholde sig. Så sagde jeg, "Hvad med en bytte? Lad os tale om det!" Derfra blev det til, lad os lave en sang om at elske din krop ... og din booty. "
Sangen skildrer den "ideelle" magre kropstype, som overvurdet og fremmer accept af kroppen ved at fejre mænd og kvinder i alle størrelser og former med tekster som "Every inch of you is perfect from the bottom to the top" og “It's pretty clear I ain't no size 2, but I can shake it, shake it like I'm supposed to do". Trainor siger: "Jeg skrev denne sang, fordi jeg selv kæmper med dette koncept af selvaccept. Den blev skrevet fra et virkeligt sted, så jeg er glad for, at andre mennesker kan forholde sig til det." Selv om det er blevet foreslået, at sangen er en feministisk hymne, har Trainor insisteret på, at hun ikke har sat sig for at skrive en feminist hymne, snarere et universelt budskab til sætte pris på din "booty". Sangens budskab om selv-kærlighed er blevet sammenlignet med "Beautiful" af Christina Aguilera, som er blevet nævnt af Trainor, som en musikalsk indflydelse. Musikalsk set har kritikere også sammenlignet sangen til Aguileras sang "Ain't No Other Man".
"All About At Bass" blev beskrevet som en hybrid af bubblegum pop, 1950'ernes retro R&B og hip hop. Gary Trust fra Billboard bemærkede inkorporeringen af tropisk musik på sangen. Trainor viste også selv, at sangen var stærkt inspireret af doo wop, som hun beskrev som en "fængende ting."